# Harvard (Nebraska)
Harvard is een plaats (city) in de Amerikaanse staat Nebraska, en valt bestuurlijk gezien onder Clay County.

## Demografie
Bij de volkstelling in 2000 werd het aantal inwoners vastgesteld op 998. In 2006 is het aantal inwoners door het United States Census Bureau geschat op 916, een daling van 82 (-8,2%).

## Geografie
Volgens het United States Census Bureau beslaat de plaats een oppervlakte van 1,7 km², geheel bestaande uit land. Harvard ligt op ongeveer 544 m boven zeeniveau.

## Plaatsen in de nabije omgeving
De onderstaande figuur toont nabijgelegen plaatsen in een straal van 20 km rond Harvard.